# Латыпов, Линар Наильевич
Лина́р Наи́льевич Латы́пов — российский востоковед (специализация: экзистенциальная философия ислама), Советник при ректорате по международной деятельности Казанского федерального университета. Профессор кафедры востоковедения, африканистики и исламоведения (по совместительству), Институт международных отношений КФУ., профессор кафедры религиоведения (по совместительству) Институт социально-философских наук и массовых коммуникаций КФУ

## Биография
Родился 6 февраля 1955 года в Казани, в 1978 году окончил переводческий факультет Горьковского государственного института иностранных языков им. Н. А. Добролюбова по специальности «английский и французский языки». В 1978—1980 годах проходил службу в Вооруженных силах СССР, в Конго (Браззавиль). С 1980 — на работе в Казанском университете на кафедре английского языка. В 1987 году проходил стажировку в Джорджтаунском Университете, Вашингтон, США. В 1987—1989 годах обучался в аспирантуре Ленинградского университета, параллельно оставаясь аспирантом Казанского университета, кандидат филологических наук (1989). В 1991—1994 годах — помощник премьер-министра РТ по внешнеэкономическим вопросам. В 1994—2005 годах — постоянный представитель Республики Татарстан и старший эксперт в торгпредстве Российской Федерации в США. В 2005—2009 годах — первый заместитель министра торговли и внешнеэкономических связей Республики Татарстан, заместитель министра промышленности и торговли Республики Татарстан. 2009 — 2010 гг. — Заместитель Постоянного представителя Российской Федерации при Организации Исламская конференция, г. Джидда, Королевство Саудовская Аравия. С 2011 −2020 гг. — проректор по внешним связям Казанского федерального университета. С 2011—2013 гг. — по совместительству директор Института востоковедения и международных отношений КФУ. С 2012 −2014 гг. Л. Н. Латыпов являлся Президентом Российского общества востоковедов.с 2013 по 2015гг — Заведующий кафедрой Восточных языков и культур Института международных отношений, истории и востоковедения Казанского федерального университета. С 2020 по наст. вр. — Профессор Кафедры востоковедения, африканистики и исламоведения (по совместительству), Институт международных отношений КФУ. С 2020 по наст. вр. — Советник при ректорате КФУ по международной деятельности.

## Интересные факты
Латыпов послужил прототипом для одного из героев романа Рената Беккина «Ак Буре. Крымскотатарская сага».